# Années 2030
Les années 2030 commenceront le 1er janvier 2030 et se termineront le 31 décembre 2039.

## Climat, Environnement, Ressources naturelles
D'ici 2030, Météo-France Des températures supérieures à 40 °C pourraient se produire tous les ans et des records de chaleur pourraient atteindre localement jusqu’à 50 °C.
Durant le début des années 2030, le réchauffement mondial atteindrait 1,5 °C par rapport à l’ère préindustrielle quel que soit le scénario d’émissions de gaz à effet de serre.
Une étude menée par le World Resources Institute révèle qu'en 2030, 147 millions de personnes seront touchées chaque année par des inondations contre 72 millions en 2010.
En 2030, la demande mondiale d’eau douce dépasserait l’offre de 40 %.

## Événements prévus ou attendus

### Dans l'espace
Le cycle solaire 25 doit s'achever vers 2030.

### Technologie
Le 19 janvier 2038, le bug de l'an 2038 pourrait avoir lieu à 3:14:08 (UTC).

### Sport
La coupe du monde de football aura lieu en été 2030 sur trois continents : en Europe (Espagne et Portugal), au Maroc et en Amérique du Sud. La coupe 2034 aura lieu en Arabie saoudite.
Du 23 juillet au 8 août 2032 auront lieu les Jeux olympiques d'été de 2032 à Brisbane en Australie.

### Expositions internationales
L’Exposition universelle de 2030, dénommée Expo Riyad 2030, se déroulera à Riyad, en Arabie saoudite du 1er octobre 2030 au 1er avril 2031.

## Plans pluriannuels

### France
2030 est la date butoir du plan France 2030, un plan d’investissement de 54 milliards d’euros sur 5 ans, introduit dans la lignée du plan France Relance pour « rattraper le retard de la France dans certains secteurs historiques. Il vise aussi la création de nouvelles filières industrielles et technologiques », via 10 objectifs. 50 % des financements « sont destinés à des acteurs émergents, et la moitié aux actions de décarbonation. Il poursuit 10 objectifs pour mieux comprendre, mieux vivre et mieux produire, à l’horizon 2030 ».
En 2032, cela fera 500 ans que la Bretagne est rattachée à la France.

### Europe
La Commission européenne a mis en place un programme intitulé Décennie numérique de l’Europe, articulé sur quatre axes : les compétences, les entreprises, les infrastructures et les services publics.

### Organisations internationales
L'OTAN a décidé d'un plan nommé Initiative 2030 sur le thème Rendre l'alliance plus forte encore.